# M1 (EP)
M1 è il primo EP della cantante austriaca Mathea, pubblicato il 13 settembre 2019 su etichetta discografica Earcandy Recordings.

## Tracce
1. Alles Gute – 2:55
2. Haribo – 2:53
3. Chaos – 3:02
4. Goldsucher – 3:12
5. Zu weit – 2:50
6. 2x – 3:22

## Classifiche
| Classifica (2019) | Posizione massima |
| ----------------- | ----------------- |
| Austria           | 42                |